# Aéroport international de Salvador de Bahia
Pour l'aéroport desservant la capitale de la république du Salvador en Amérique centrale, voir Aéroport international du Salvador.
L'aéroport international de Salvador – Deputado Luís Eduardo Magalhães (code IATA : SSA • code OACI : SBSV) est un aéroport brésilien situé à Salvador, capitale de l'État de Bahia. Occupant 5 574 984 m2 à l'est de la ville sur une zone limitrophe de la municipalité de Lauro de Freitas, il est un des hubs de la compagnie GOL Transportes Aéreos. Son principal accès routier, une avenue d'environ 800 m traversant un bosquet de bambous, est reconnu comme une des cartes postales de la capitale. Depuis le 5 novembre 1942, l'aéroport abrite aussi la base aérienne de Salvador (BASV) de la Force aérienne brésilienne.

## Histoire
Le premier hydroaéroport desservant la ville de Salvador a été construit dans le quartier de Ribeira de Itapagipe, pour la première traversée aérienne de l'Atlantique Sud effectuée par les aviateurs portugais Sacadura Cabral et Gago Coutinho. Ils ont voyagé entre Lisbonne et Rio de Janeiro dans le cadre des commémorations du centenaire de l'indépendance du Brésil en 1922.

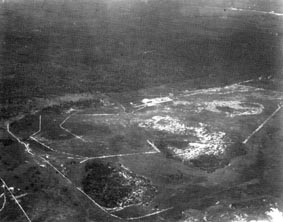
Aérodrome au début des années 1930

En janvier 1925, l'actuel aérodrome a été établi à l'ancien district de Santo Amaro do Ipitanga par l'aviateur français Paul Vachet, où il atterrit sur un Breguet 14 lors d'un vol de reconnaissance pour la prolongation de la ligne Toulouse-Casablanca-Dakar de la Compagnie générale d’entreprises aéronautiques Latécoère jusqu'en Amérique du Sud. À ses débuts, l'aérodrome servait d'escale sur la route vers Buenos Aires et ne possédait qu'une petite piste en herbe où, d'après les registres de l'époque, des aviateurs célèbres comme Antoine de Saint-Exupéry, Jean Mermoz, Marcel Reine et Henri Guillaumet ont opéré des vols pour la compagnie,.
En octobre 1925 la Companhia Brasileira de Emprehendimentos Aeronáuticos, filiale brésilienne de Latécoère, obtient du président Arthur da Silva Bernardes la concession officielle de l'aéroport et l'autorisation pour l'opérer en tant qu'une des escales de sa première ligne aérienne nationale, reliant Recife à Pelotas. En avril 1927, l'homme d'affaires Marcel Bouilloux-Lafont, résidant lui-même au Brésil, reprend les lignes Latécoère et fonde la Compagnie générale aéropostale. Sa filiale brésilienne, devenue pour la suite la Companhia Aeropostal Brasileira, inaugure la ligne concédée à son prédécesseur et l'exploite hebdomadairement à partir de 15 novembre 1927, avec des appareils Latécoère 28.

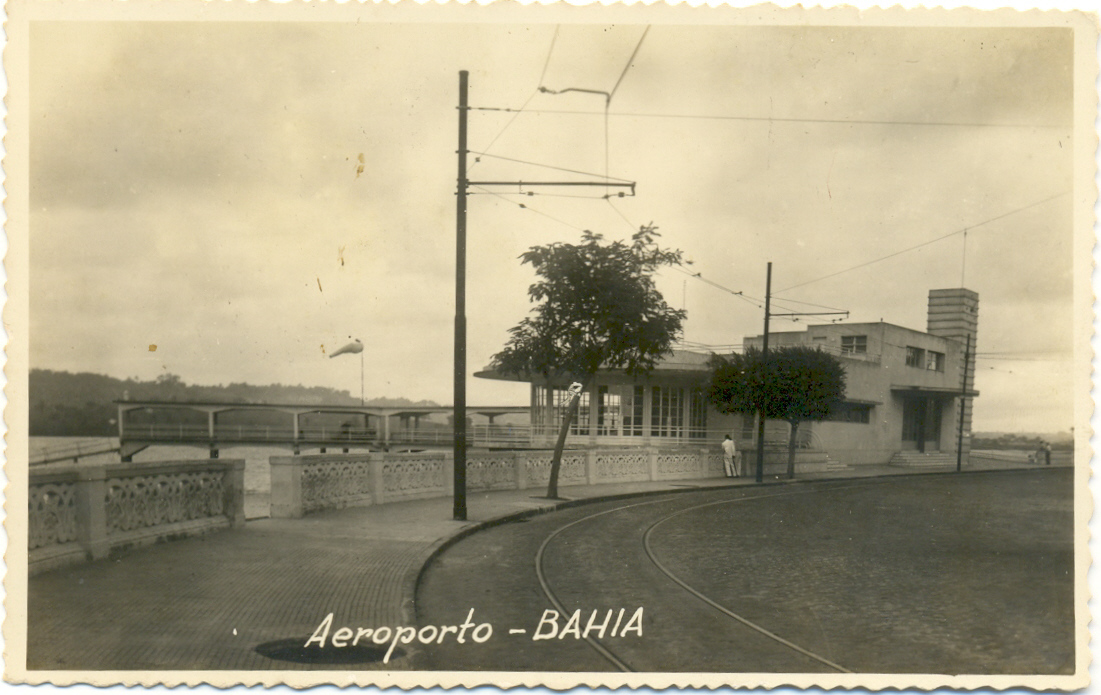
Hydroaéroport de Ribeira en 1949

Pendant les années 1930, les lignes aériennes françaises étaient exploitées à l'aérodrome de Santo Amaro do Ipitanga en parallèle avec celles opérées par les Américains sur la péninsule d'Itapagipe, ou faisaient escale les hydravions de la Pan American Airways (PAA) assurant les vols de la ligne New York-Rio-Buenos Aires (NYRBA).
Avec l'éclosion de la Seconde Guerre mondiale, le département de la Guerre des États-Unis signe un partenariat avec la PAA pour exécuter son Airport Development Program, ayant pour but de développer des bases aériennes de support pour l'US Air Force en Amérique latine. Dans ce cadre, la PAA achète la Companhia Aeropostal Brasileira par le biais de sa filiale brésilienne Panair do Brasil et obtient le 25 juillet 1941 l'autorisation du président Getúlio Vargas pour effectuer des travaux d'infrastructure et opérer l'aéroport de Santo Amaro do Ipitanga pendant vingt ans. Sous les ordres de l'USAF, la Panair construit alors deux pistes en asphalte, des voies de circulation, une nouvelle aire de stationnement avec des points d'avitaillement en carburant, une centrale électrique, des aides à la navigation et d'autres éléments d'infrastructure aéroportuaire. Avec l'abandon progressif de l'usage des hydravions, la Panair transfère la plupart de ses opérations vers l'aéroport dès la fin des travaux en 1943 et l'hydroaéroport devient désuet au début des années 1950.
Avec la fin de la guerre, le contrôle des infrastructures de l'aéroport a été transféré au Département d'aviation civile (DAC) du ministère de l'aéronautique brésilien, malgré le fait que les services liés au contrôle du trafic aérien ont continué à être opérés par la Panair. À partir de 1947, les aéroports brésiliens ont progressivement subi des travaux d'adaptation des aérogares, originellement conçues pour un usage majoritairement militaire, avec la finalité de les optimiser à la circulation de passagers et du fret aérien.
Le 20 décembre 1955, l'aéroport de Santo Amaro do Ipitanga est nommé Dois de Julho en référence à la date du siège de Salvador, bataille de la guerre d'indépendance du Brésil : le 2 juillet 1823 est reconnu comme étant le jour d'indépendance de Bahia, à la suite de la capitulation de l'armée portugaise devant les troupes brésiliennes menées par Pierre Labatut.
En 1961, l'aire de stationnement a été renforcée et les seuils de la piste 10/28 ont été construits en béton. En 1972, la piste 10/28 a été prolongée jusqu'aux 3 000 m actuels et la piste 16/34 (actuellement 17/35) a été renforcée. Dans la même année, un système d'atterrissage aux instruments, des balises et d'autres aides à la navigation aérienne ont été installés. Le 7 janvier 1974, à la suite de la création de l'opérateur aéroportuaire national Infraero, l'administration de l'aéroport est transférée et sa surface bâtie est élargie à 8 700 m2, l'élevant à la catégorie d'aéroport international.
Au début des années 1980, la capacité de l’aérogare existante était insuffisante pour le flux d'usagers de l'aéroport. Le 4 septembre 1984, Infraero livre d'importants travaux comprenant la démolition de l'ancien terminal et la construction d'une nouvelle aérogare avec 27 000 m2, ainsi que l'ampliation de l'aire de stationnement pour permettre l'opération de jusqu'à 11 appareils en simultané et l’aménagement d'un parking automobile avec 600 places.
Le 16 juin 1998, deux mois après sa disparition, l'aéroport fut renommé Deputado Luís Eduardo Magalhães par le président Fernando Henrique Cardoso, rendant hommage à l'ancien président de la Chambre des députés brésilienne et fils de l'ancien gouverneur de Bahia et sénateur Antônio Carlos Magalhães.
La même année, des travaux de rénovation du complexe aéroportuaire et de l'infrastructure routière donnant accès au site sont lancés. Ils comprennent l'extension et la modernisation de l'aérogare existante avec la construction d'une jetée comportant 11 passerelles, ainsi qu'un nouveau terminal de fret et un nouveau bâtiment pour accueillir le parking. Ils sont livrés le 2 septembre 2002, hissant la surface de l'aérogare à 69 750 m2 et la capacité de l'aéroport à 6 millions de passagers par an.

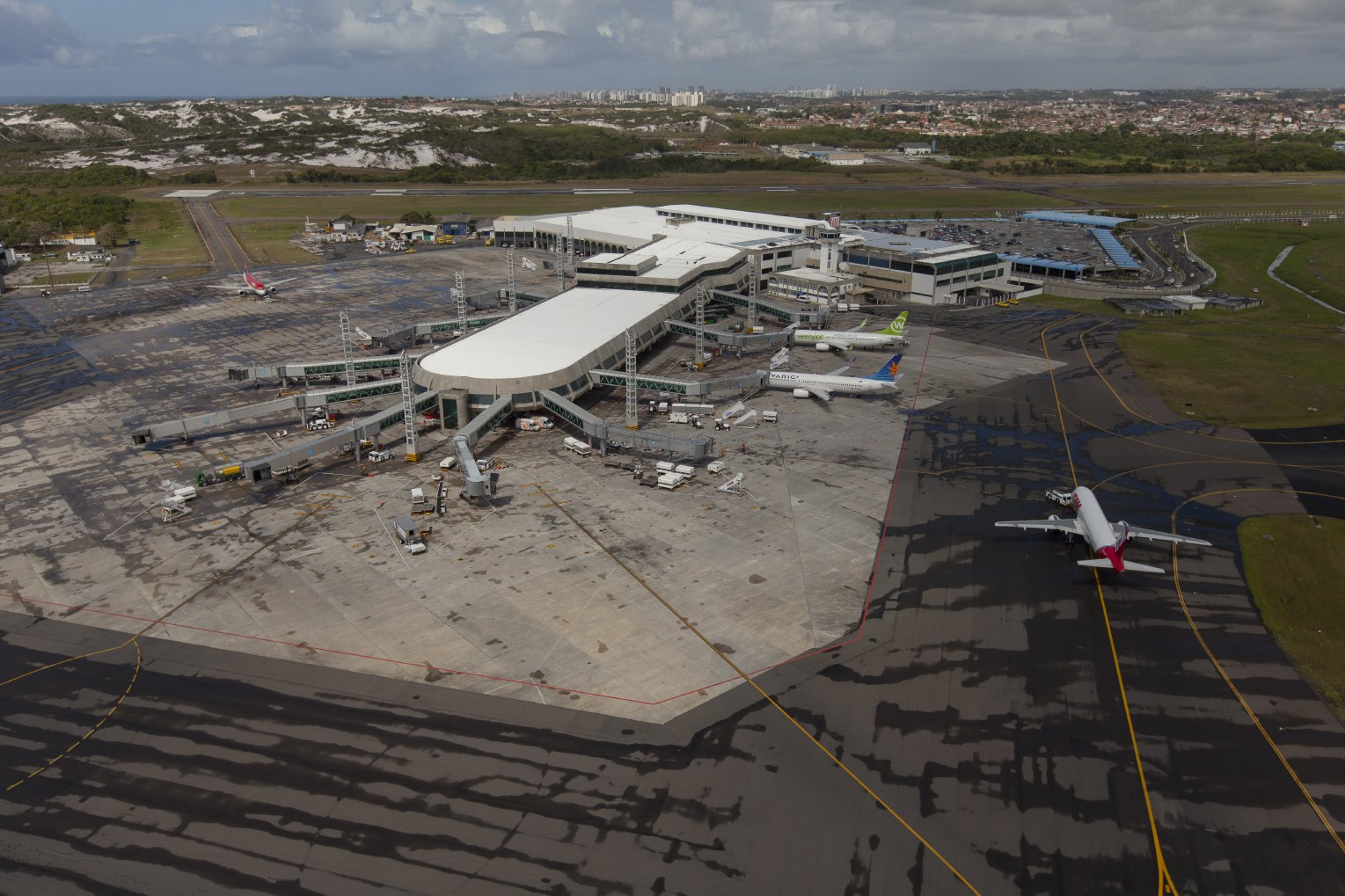
Jetée inaugurée en 2002

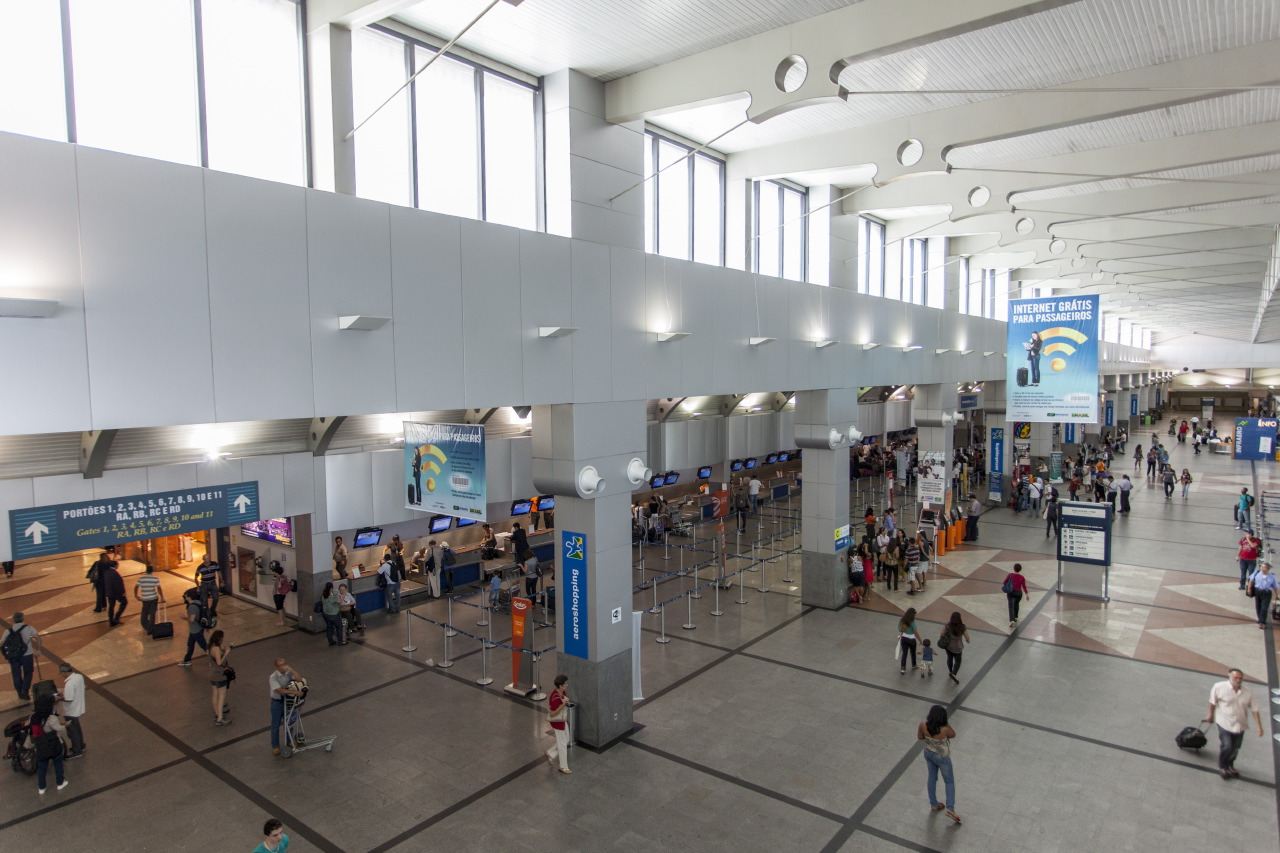
Vue de la zone d'enregistrement en 2012

La capacité de l'aéroport grimpe à 10,5 millions de passagers par an à la suite d'améliorations ponctuelles au niveau des aires de stationnement et des voies de circulation, à l'agrandissement de la salle d'embarquement et à l'implémentation de nouvelles zones d'enregistrement. Des aménagements supplémentaires ont été planifiées par Infraero en provision du pic de trafic lié à la Coupe du monde de football 2014 et aux Jeux olympiques d'été de 2016, mais ils sont restés partiellement inachevés. Une nouvelle tour de contrôle de 66 m de haut, la 2e la plus haute du pays, est inaugurée en 2016.

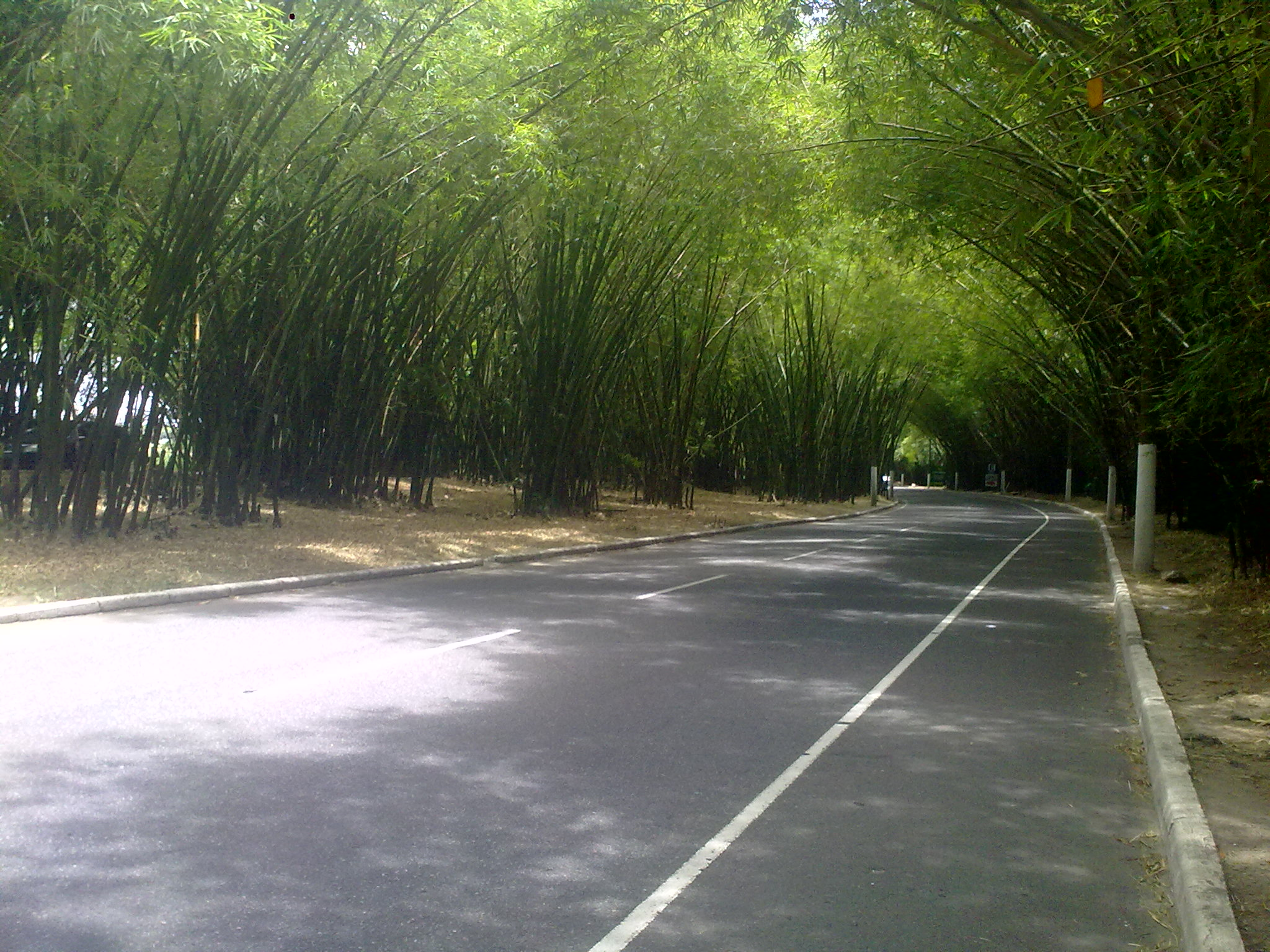
Tunnel de bambous sur la route d'accès à l'aéroport

Le 16 mars 2017, Vinci Airports, filiale de Vinci Concessions, remporte l'appel d'offres lancé par le gouvernement brésilien et se voit attribuer la concession de l'aéroport pour une période de 30 ans. Le groupe français a présenté une offre de 661 millions de réaux (200 millions d'euros) pour moderniser et exploiter l'aéroport de la ville jusqu'en 2047. L'administration de l'aéroport lui est transférée intégralement par Infraero en janvier 2018 et une série de travaux d'extension de la plate-forme aéroportuaire ont été livrés en décembre 2019, pour un total de 160 millions d'euros d'investissements. La capacité de l'aéroport a depuis été portée a 15 millions de passagers par an, grâce à l'ampliation de l'aérogare à 84 550 m2 et à la construction d'une nouvelle jetée avec six passerelles d'embarquement supplémentaires,,.
L'aéroport a été récompensé par le Conseil international des aéroports avec le Green Airport Recognition et le niveau 2 de l'Airport Carbon Accreditation pour la gestion performante de ses émissions de carbone. Il a aussi été distingué par l'Agence nationale d'aviation civile (ANAC) brésilienne comme l'aéroport le plus durable du Brésil en 2019, étant le premier à atteindre le statut de zéro déchet en décharge et zéro rejet liquide dans le pays, avec 100% de ses eaux usées traitées et recyclées. Avec l'inauguration d'une usine d'énergie solaire en juin 2020, il devient aussi le premier aéroport du Brésil à disposer d'un parc photovoltaïque en autoconsommation pour alimenter son terminal.

## Situation
| \| 200 km1:42 212 000 \| São Paulo-Guarulhos São Paulo-Congonhas Brasília Rio-Galeão Belo Horizonte Campinas Rio-Santos-Dumont Recife Porto Alegre Salvador Fortaleza Curitiba Florianópolis Belém Vitória Goiânia Manaus Navegantes |
| 200 km1:42 212 000 |

## Statistiques
Pour des raisons techniques, il est temporairement impossible d'afficher le graphique qui aurait dû être présenté ici.

Voir la requête brute et les sources sur Wikidata.

## Compagnies aériennes et destinations
| Compagnies            | Destinations |
| --------------------- | --- |
| Abaeté Aviação        | Barra Grande, Boipeba, Morro de São Paulo |
| Aerolíneas Argentinas | Buenos Aires-Ezeiza |
| Air Europa            | Madrid-Barajas |
| Air France            | Paris-Charles de Gaulle |
| Azul Airlines         | - Belo Horizonte, - Campina Grande-J. Suassuna, - São Paulo/Campinas, - Goiânia, - Ilhéus (en), - Porto Seguro (en), - Recife, - Vitória da Conquista En saison: - Brasília, - Cuiabá (en), - Foz do Iguaçu, - Montes Claros (en), - Ribeirão Preto (en), - Rio de Janeiro/Galeão, - São José do Rio Preto (en) |
| Azul Conecta          | Belo Horizonte, Guanambi |
| GOL Airlines          | - Aracaju (en), - Belo Horizonte, - Brasília, - Campina Grande-J. Suassuna, - São Paulo/Campinas, - Curitiba, - Fortaleza, - Goiânia, - Ilhéus (en), - João Pessoa, - Maceió, - Natal, - Porto Alegre, - Porto Seguro (en), - Recife, - Rio de Janeiro/Galeão, - São Luís, - São Paulo/Congonhas, - São Paulo/Guarulhos, - Vitória, - Vitória da Conquista En saison: Buenos Aires-Ezeiza, Buenos Aires-J. Newbery, Jericoacoara (en), Montevideo Carrasco, São José do Rio Preto (en) |
| LATAM Brasil          | Brasília, Fortaleza, Rio de Janeiro/Galeão, São Paulo/Congonhas, São Paulo/Guarulhos |
| Sky Airline           | Montevideo Carrasco, Santiago du Chili-A.-M.-Benítez |
| TAP Air Portugal      | Lisbonne-H. Delgado |
| Voepass Linhas Aéreas | Recife |

Édité le 22/11/2020 Actualisé le 16/05/2024